# Doğru Yol Partisi
Die Partei des Rechten Weges (deutsch für Doğru Yol Partisi, Abkürzung DYP) war eine Mitte-rechts ausgerichtete türkische Partei, die 1983 von Ahmet Nusret Tuna als Nachfolgeorganisation seiner früheren Gerechtigkeitspartei (Adalet Partisi, AP) gegründet wurde. 2007 wurde sie in Demokratische Partei (DP) umbenannt (in Anlehnung an die historische Demokratische Partei von 1946, dem Vorgänger der AP).
Die DYP war eine gemäßigt konservative Partei, die seit der Gründung an vier Regierungen beteiligt war, u. a. unter den Ministerpräsidenten Süleyman Demirel (1991–1993) und Tansu Çiller (1993–1996). Çiller war die erste weibliche Ministerpräsidentin der Türkei. Nachdem sie als Juniorpartner in mehreren Koalitionsregierungen fungiert hatte, wurde die Partei bei den Parlamentswahlen 2002 aus dem Parlament geworfen, da sie die für einen Sitzgewinn erforderliche Hürde von 10 % der Wählerstimmen nicht schaffte.
Während die Partei nach ihrem Ausschluss aus dem Parlament im Jahr 2002 in der Lage war, in der Lokalpolitik präsent zu bleiben, schien es wahrscheinlich, dass die DYP bei den Wahlen 2007 erneut nicht ins Parlament einziehen würde. Daraufhin kündigten die Führung der DYP und die der konservativen Mutterlandpartei (ANAP) ihre Absicht an, sich unter dem Namen der ehemaligen Demokratischen Partei (DP) zusammenzuschließen. Letztendlich zog sich die ANAP aus der Fusion zurück, während die Partei des Rechten Weges die Umbenennung vollzog und sich im Mai 2007 in die neue Demokratische Partei (DP) umwandelte.

## Vereinigung und Neugründung
Im Zuge der Parlamentswahl 2007 wurde eine Fusion mit der Mutterlandpartei (ANAP) unter dem Namen Demokratische Partei geplant. Nachdem sich die DYP umbenannt hatte, scheiterte die Fusion jedoch. Dennoch trat die Demokrat Parti, und nicht die DYP, zur Parlamentswahl an.
2007 gründeten ehemalige Mitglieder der Partei, die nicht mit der Umbenennung einverstanden waren, die Partei wieder.

## Wahlergebnisse
- Parlamentswahl in der Türkei 1987: 19 % (59 Sitze)
- Parlamentswahl in der Türkei 1991: 27 % (178 Sitze)
- Parlamentswahl in der Türkei 1995: 19 % (135 Sitze)
- Parlamentswahl in der Türkei 1999: 12 % (85 Sitze)
- Parlamentswahl in der Türkei 2002: 9,55 % (0 Sitze)